# Barleria solitaria
Barleria solitaria là một loài thực vật có hoa trong họ Ô rô. Loài này được P.G.Mey. mô tả khoa học đầu tiên năm 1967.